# Allgemeiner deutscher Musikverein
Der Allgemeine Deutsche Musikverein (ADMV) wurde 1861 durch Louis Köhler, Franz Brendel, Franz Liszt und andere gegründet. Er machte es sich zur Aufgabe, vorwiegend neuere Tonwerke aufzuführen und gewissermaßen für die lebenden Komponisten das zu sein, was Gemäldeausstellungen für die lebenden Maler waren. 1937 wurde der ADMV von den Nationalsozialisten aufgelöst.

## Geschichte
1859 fand unter Munifizenz des Fürsten Konstantin von Hohenzollern-Hechingen anlässlich des 25-jährigen Bestehens der Neuen Zeitschrift für Musik in Leipzig eine erste Tonkünstlerversammlung statt. Während der zweiten Tonkünstlerversammlung (4. bis 8. August 1861) in Weimar wurden von über 700 Gründungsmitgliedern die Statuten des ADMV verabschiedet (Sitzung am 7. August), der Verein war damit gegründet. Die Neue Zeitschrift für Musik wurde zum Organ des Vereins. Am Ende des 19. Jahrhunderts stand der ADMV unter dem Protektorat des Großherzogs von Weimar.
Der Allgemeine Deutsche Musikverein hat eine Reihe großer Tonkünstlerversammlungen veranstaltet, so namentlich 1861 (Weimar), 1864 (Karlsruhe), 1865 (Dessau), 1867 (Meiningen), 1868 (Altenburg), 1870 (Weimar), 1878 (Erfurt), 1880 (Baden-Baden), 1881 (Magdeburg), 1882 (Zürich) und 1883 (Leipzig). Beim mit der Versammlung verbundenen 42. Tonkünstlerfest dirigierte Gustav Mahler am 27. Mai 1906 die Uraufführung seiner 6. Sinfonie im Essener Saalbau.
Die vom Allgemeinen Deutschen Musikverein vorzugsweise vertretene Richtung war die an Franz Liszt und Richard Wagner orientierte Neudeutsche Schule. Meist im Anschluss an die Hauptversammlungen des Vereins hielt der Musikertag seine Zusammenkünfte ab, dessen Bestrebungen mehr auf die äußeren Interessen der Orchestermusiker, Musiklehrer etc. gerichtet waren. Der Druck interessanter Musikstücke wurde regelmäßig bei Breitkopf & Härtel in Auftrag gegeben. Anfang des 20. Jahrhunderts betrug der Mitgliedsbeitrag pro Jahr 6 Mark.
Unter den Nationalsozialisten wurde 1937 die Auflösung angeordnet, nachdem Peter Raabe, der auch Vorsitzender der Reichsmusikkammer war, den Vorsitz übernommen hatte. Unter NS-Flagge fanden im darauf folgenden Jahr die sogenannten Reichsmusiktage statt. Das Vereinsarchiv (Akten und Briefe) wird seit 1987 im Goethe- und Schiller-Archiv Weimar aufbewahrt. Die Vereinsbibliothek und die Notensammlung liegen im Hochschularchiv/Thüringischen Landesmusikarchiv Weimar (HSA/ThLMA) der Hochschule für Musik Franz Liszt Weimar.